# Journey's End (film 1930)
Journey's End è un film del 1930 diretto da James Whale. La sceneggiatura si basa sul lavoro teatrale Journey's End di Robert Cedric Sherriff, presentato a Londra il 9 dicembre 1928.

## Trama
È una storia di guerra, ambientata durante il primo conflitto mondiale.

## Produzione
Tratto dal lavoro teatrale di R.C. Sheriff, il film venne girato ai Fine Arts Studio di Los Angeles, prodotto dalla casa britannica Gainsborough Pictures e dalla statunitense Tiffany Productions. Il testo teatrale di Robert Cedric Sherriff fu adattato più volte per lo schermo e per la tv.
Per questo film, venne utilizzato come consulente tecnico il colonnello George Magee.

## Distribuzione
Il copyright del film, richiesto dalla Tiffany & Gainsborough Pictures 1928, Ltd., fu registrato il 12 aprile 1930 con il numero LP1231.
Il film fu distribuito nelle sale USA dalla Tiffany il 9 aprile 1930, dopo essere stato presentato a New York l'8 aprile. Nel Regno Unito, venne distribuito dalla Woolf & Freedman Film Service che lo presentò in prima il 14 aprile 1930 a Londra.
A New York, venne riportata una durata del film di 130 minuti, mentre la copia distribuita a Londra riporta una durata di 110 minuti; non si sa se si tratta di un errore o se la copia destinata al mercato britannico fosse stata tagliata.
Il film venne distribuito a partire dal 9 aprile 1930 negli Stati Uniti d'America; dal 14 aprile 1930 fu proiettato a Londra, nel Regno Unito; dal 2 marzo 1931 in Finlandia; dal 21 agosto 1931 in Francia.
Il film è conosciuto anche con i titoli alternativi di El fin del viaje (Venezuela) e di La Fin du voyage (Francia).

## Accoglienza
Il film fu un grandissimo successo al botteghino e la consacrazione per il regista James Whale, decretando il successo anche per i suoi attori.

## Remake
- Del film di Whale, nel 1976, venne fatto un remake, cambiando l'ambientazione: non più le trincee ma i cieli della Francia. Il film è La battaglia delle aquile, diretto da Jack Gold.
- Nel 2017 ne è stata fatta una nuova versione: 1918 - I giorni del coraggio, regia di Saul Dibb.